# Warren Kole

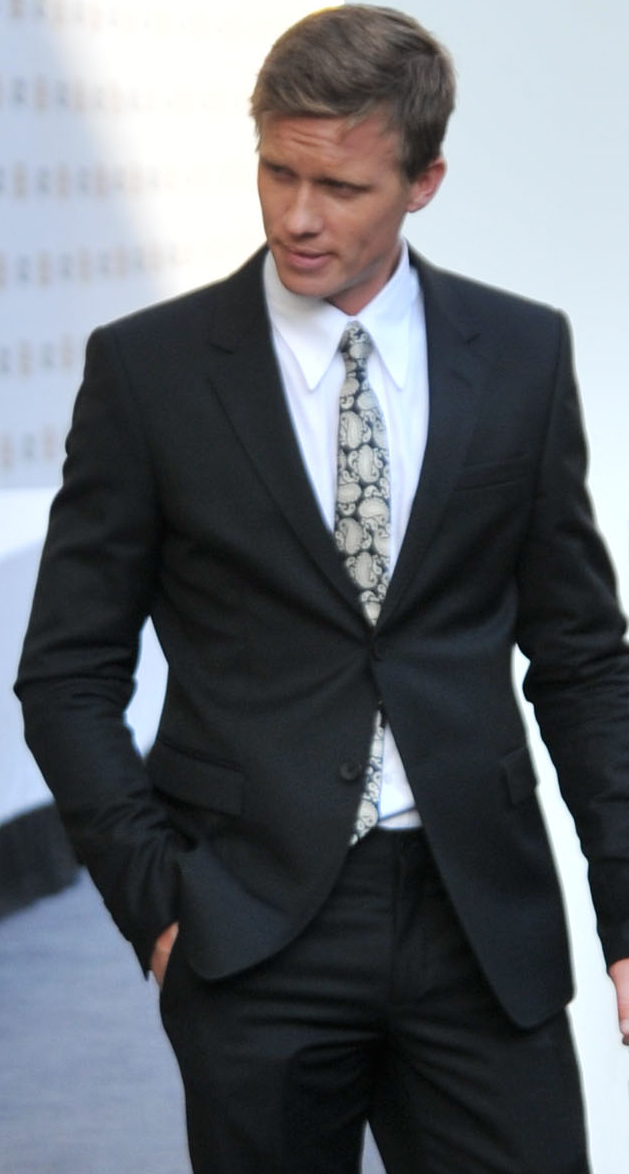
Warren Kole in 2012

Warren Kole (San Antonio (Texas), 23 september 1977), geboren als Warren David Blosjo jr., is een Amerikaans acteur.

## Biografie
Kole werd geboren in San Antonio (Texas) in een gezin van twee kinderen, en woonde de meeste tijd van zijn jeugd in Washington D.C.. Hij studeerde acteren aan de Universiteit van Boston in Boston, maar verliet deze universiteit voordat hij afstudeerde. In Boston begon hij met acteren in lokale theaters, na het verlaten van zijn opleiding verhuisde hij naar New York om daar als professioneel te acteren. 
Kole begon in 2004 met acteren voor televisie in de televisieserie Third Watch, waarna hij nog meerdere rollen speelde in televisieseries en films. Hij is onder anderen bekend van zijn optreden in 24 (2009), The Avengers en The Following (2013).

## Filmografie

### Films
Uitgezonderd korte films.
- 2014 Salvation - als Jacob
- 2013 The Gauntlet - als David
- 2012 The Avengers - als monteur luchtbrug
- 2010 Nomads - als Ryker
- 2010 Mother's Day - als Addley Koffin
- 2008 Inseparable - als Reed Farber
- 2007 Cougar Club - als Hogan
- 2005 One Last Thing... - als Bo
- 2004 A Love Song for Bobby Long - als Sean

### Televisieseries
Uitgezonderd eenmalige gastrollen.
- 2021-2023 Yellowjackets - als Jeff Sadecki - 19 afl.
- 2022 The Terminal List - als NCIS agent Josh Holder - 2 afl.
- 2021 Why Women Kill - als rechercheur Rowbin - 4 afl.
- 2016-2018 Shades of Blue - als Robert Stahl - 35 afl.
- 2016 Level Up Norge - als Rafe Adler - 2 afl.
- 2014-2015 Stalker - als Trent Wilkes - 5 afl.
- 2013 White Collar - als David Siegel - 2 afl.
- 2013 The Following - als Tim 'Roderick' Nelson - 6 afl.
- 2012 Common Law - als Wes Mitchell - 12 afl.
- 2011 The Chicago Code - als Ray Bidwell - 5 afl.
- 2009 Mental - als Rylan Moore - 5 afl.
- 2009 24 - als Brian Gedge - 7 afl.
- 2005 Into the West - als Robert Wheeler - 2 afl.

### Computerspellen
- 2023 Call of Duty: Modern Warfare III - als Philip Graves
- 2023 Call of Duty: Modern Warfare II - als Philip Graves
- 2016 Uncharted 4: A Thief's End - als Rafe Adler
- 2022 Call of Duty: Modern Warfare II - als Phillip Graves

- Biblioteca Nacional de España: XX5561848
- Bibliothèque nationale de France: cb15521962d (data)
- International Standard Name Identifier: 0000 0000 0272 6543
- Library of Congress Control Number: n2011061385
- Virtual International Authority File: 76623883
- WorldCat: E39PBJjMvFyd7cBYJKpW3DY773